# أندريه غريفيث
أندريه غريفيث (بالإنجليزية: Andre Griffith)‏ هو لاعب كرة قدم بريطاني في مركز الوسط، ولد في 13 مارس 1975 في أنغويلا في المملكة المتحدة. شارك مع منتخب أنغويلا لكرة القدم.

## وصلات خارجية
- أندريه غريفيث على موقع الاتحاد الدولي (مؤرشف)  (الإنجليزية)
- أندريه غريفيث على موقع قاعدة بيانات كرة القدم.إي يو (الإنجليزية)
- أندريه غريفيث على موقع ناشيونال فوتبول تيمز (الإنجليزية)